# Zlatna arena za hrvatski doprinos u manjinskoj koprodukciji
Od 2021. godine dodjeljuje se Nagrada za hrvatski doprinos u manjinskoj koprodukciji. 

### Zlatna Arena za hrvatski doprinos u manjinskoj koprodukciji  (2010. – danas)
| Godina | Dobitnik                 | Naslov filma                        |
| ------ | ------------------------ | ----------------------------------- |
| 2021.  | Ankica Jurić-Tilić       | Baksuzno bubanje ili bezumni pornić |
| 2022.  | Snježana Sinovčić-Šiškov | Ljeto kada sam naučila letjeti      |